# Красково (округ Рімавска Собота)
Красково (словац. Kraskovo, угор. Karaszkó) — село, громада в окрузі Рімавска Собота, Банськобистрицький край, Словаччина. Кадастрова площа громади — 7,16 км². Населення — 133 особи (за оцінкою на 31 грудня 2017 р.).
Знаходиться за ~15 км на північ від адмінцентра округу міста Рімавска Собота.
Перша згадка 1334 року.

## Населення
| Рік:            | 1994. | 2004.    | 2014.   | 2024.    |
| --------------- | ----- | -------- | ------- | -------- |
| Кількість осіб: | 194   | 136      | 147     | 112      |
| Різниця:        |       | -29,89 % | +8,08 % | -23,80 % |

| Рік:            | 2023. | 2024.   |
| --------------- | ----- | ------- |
| Кількість осіб: | 121   | 112     |
| Різниця:        |       | -7,43 % |

## Транспорт
Автошляхи 2777, 2779 (Cesty III. triedy).